# Garczynski (Adelsgeschlecht)

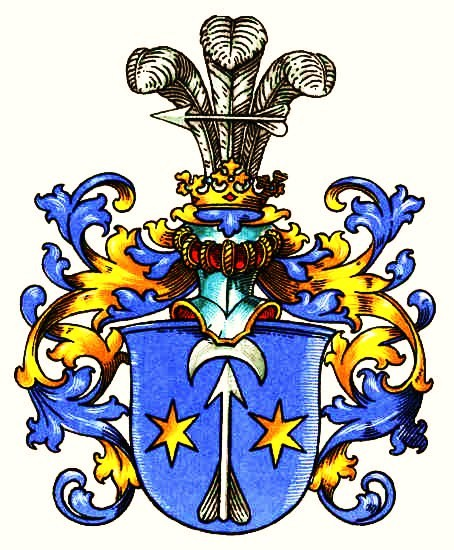
Wappen derer von Rautenberg-Garczynski

Die Familie Garczynski bzw. Rautenberg-Garczynski, auch Grafen, ist ein altes pommerellisches Adelsgeschlecht.

## Geschichte
Die Familie von Rautenberg-Garczynski ist eines Stammes mit der Familie von Rautenberg-Klinski und die gemeinsame Abkunft von der Familie Rautenberg (Hildesheim) wird angenommen (siehe Rautenberg (Adelsgeschlecht)). Der genaue Zeitpunkt der Trennung der Zweige Klinski und Garczinski ist unklar. In der Zeit des Deutschen Ordens ist das Rittergut Garczyn im Besitz der Familie von Klinski: Im Jahr 1526 erhalten Laurentius, Martinus Mathäus und Franciscus v. Klinski für ihr Rittergut Garczyn anstelle des Besitzprivilegs aus der Ordenszeit, das noch in deutscher Sprache abgefasst ist, ein neues Besitzprivileg in lateinischer Sprache. Im Jahr 1481 führt der Besitzer des Ritterguts Garczyn den Namen Garczynski. Im Jahr 1522 sitzt wiederum ein Laurentius Klinski auf Garczyn. In den Steuerlisten aus dem Jahr 1570 werden die Herren Johannes und Franciscus Garczynski als Besitzer von Garczyn aufgeführt. Spätestens ab diesem Zeitpunkt scheint die Trennung der Zweige endgültig vollzogen zu sein.
Im Jahr 1760 ist der königlich polnische General Stephan von Garczynski Grundherr der Rittergutsherrschaft Bentschen (Posen). Der Grafenstand des Königreichs Preussen kommt mit Diplom vom 6. Februar 1839 für den königlich-preußischen Kammerherren Thaddaeus von Garczynski, seit 1827 Herr auf Bentschen und Garczyn in die Familie.

## Wappen
Die Familie von Rautenberg-Garczinski führte noch nach der Abspaltung von der Familie von Rautenberg-Klinski zunächst weiterhin als Wappen in Rot einen weißen Schafbock (Wappenfamilie Junosza).

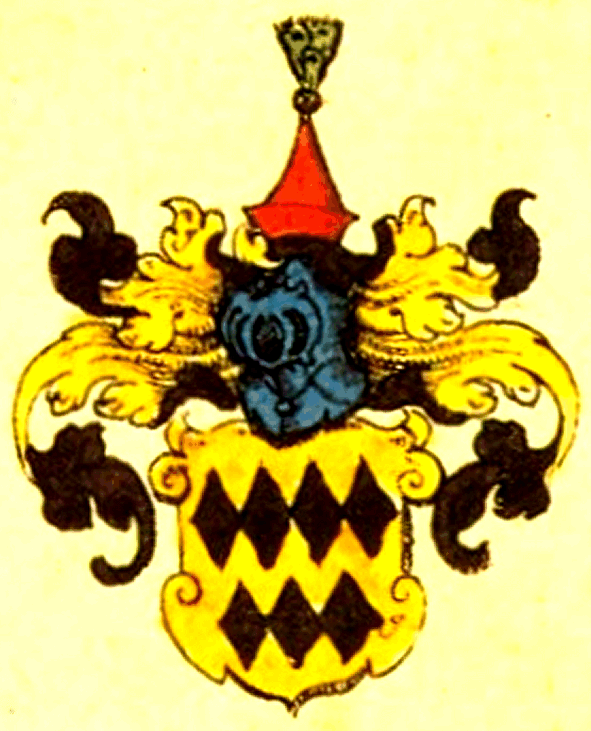
Wappen der Ursprungsfamilie von Rautenberg (Hildesheim)
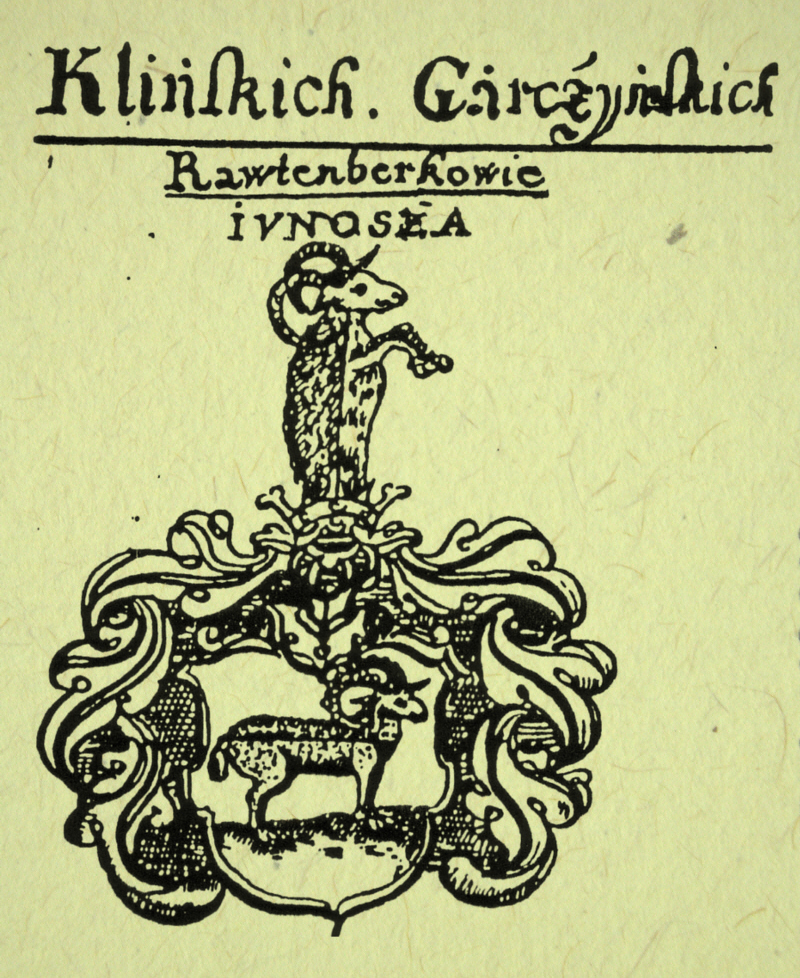
Wappen der Familien von Klinski und von Garczynski im Jahr 1631 (Dachnowski)
Wappen Sas Pruski der von Rautenberg-Garczynski
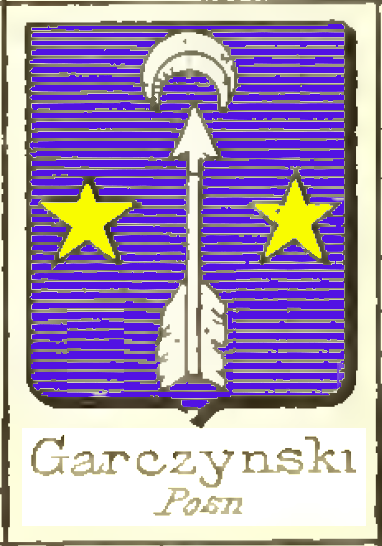
Wappen der Familie von Rautenberg-Garczynski in Rietstap

Erst später nahm die Familie das Wappen umgedrehter Sas (Sas Pruski) an: In Blau ein senkrecht aufwärts gerichteter silberner Pfeil, rechts und links von je einem goldnen Stern begleitet und überhöht von einem nach unten geöffneten silbernen Halbmond. Auf dem Helm mit blau-goldenen Decken drei silberne Straußenfedern, belegt mit einem waagrechten, mit der Spitze rechts gerichteten silbernen Pfeil.
Auch die Grafen von Garczinski führen das Stammwappen der Wappenfamilie Sas Pruski.

## Persönlichkeiten
- Stephan von Garczynski (gestorben 1755), Woiwode von Posen
- Samson von Garczynski (gestorben ca. 1667), Landfähnrich von Culm
- Thaddaeus Graf von Garczynski (geboren 1791), Kammerherr, Ehrenritter des Malteserordens
- Paul von Rautenberg-Garczynski, Weltreisender und Autor